# Brahmaputra
De Brahmaputra (Sanskriet voor "zoon van Brahma") is de hoofdtak van de meest waterrijke rivier in Azië, die als de Meghna in de Indische Oceaan uitmondt. Gelegen in Tibet, wordt de bovenloop van de Yarlung Tsangpo, met een gemiddelde hoogte van 4000 meter, beschouwd als de hoogste rivier ter wereld.
De rivier stroomt door China, India en Bangladesh met een lengte van ongeveer 3100 kilometer tot aan de samenvloeiing met de Ganges. De loop is nogal veranderlijk, moeilijk toegankelijk en doorkruist verschillende culturele gebieden, wat heeft geleid tot veel verschillende namen voor afzonderlijke secties.

## Namen van riviersecties
De oostelijke bovenloop van de Brahmaputra in Tibet heten in het Tibetaans Matsang of Tachog Tsangpo (རྟ་མཆོག་གཙང་པོ), en Mǎquán Hé (馬泉河 / 马泉河) in het Chinees; daarna heet hij in het Tibetaans Yarlung Tsangpo (ཡར་ཀླུང་གཙང་པོ), "de zuiverende", volgens een andere bron betekent dit "water dat van de hoogste top afdaalt", en in het Chinees Yǎlǔ Zàngbù Jiāng (雅魯藏布江 / 雅雱). In de Indiase deelstaat Arunachal Pradesh wordt de rivier die daar scherp naar het zuiden afbuigt de Dihang of Siang genoemd. Na de samenvloeiing van de grootste zijrivier, de Lohit, die nu door de staat Assam stroomt, loopt de rivier naar het westen en wordt  Brahmaputra (ब्रह्मपुत्र) genoemd, wat "zoon van Brahma" betekent in het Sanskriet. Een oudere naam voor dit deel van de rivier was (in Sanskrietschrift en in delen van Assam) Luit of Lohitya, aangezien de Lohit vroeger als de bovenloop werd beschouwd in plaats van de grotere Dihang. Tegenwoordig wordt de naam in het Hindi uitgesproken als रह्मपुत्र, Brahmaputra, in het Assamees ব্ৰহ্মপুত্ৰ en in het Bengaals ব্রহ্মপুত্র (Brohmoputro). Wanneer de rivier naar het zuiden draait, komt deze het grondgebied van Bangladesh binnen en draagt de naam Jamuna. Vanaf de ontmoeting met de aanzienlijk minder volumineuze Padma (de naam van de Ganges in Bangladesh), slingert de rivier in zuidoostelijke richting. Vanaf dit punt worden beide rivieren samen Padma genoemd, totdat het stelsel de naam Meghna krijgt vanaf de monding van de laatste grote zijrivier tot de monding in de Golf van Bengalen.

## De rivierloop

### De hoge vallei van de Tsangpo
De Brahmaputra (Tsangpo) ontspringt aan de noordkant van de middelste Himalaya ongeveer 130 km ten oosten van de berg Gang Rinpoche (Kailash) en wordt aanvankelijk Matsang genoemd over een afstand van meer dan 250 km. Volgens oudere bronnen begon de rivier pas na de samenvloeiing van drie bronbeken,  waarvan de middelste (die ook het meeste water aanvoerde dat uit de Jema Yangdzom-gletsjer stroomde (Tibetaans: rje ma g.yang 'dzoms). In de verdere loop doorkruist het water een grindveld afgewisseld met dood ijs (gletsjerijs dat niet meer met de gletsjer verbonden is), dat in twee richtingen uitstroomt; gedeeltelijk naar het oosten naar de Matsang, maar tegenwoordig bijna volledig naar het noordwesten naar het Manasarovar-meer in het Satluj-riviersysteem. Een recente studie wees uit dat de Tsangpo zijn oorsprong vindt in de naburige Angsi-gletsjer in het oosten, wat ook wordt bevestigd door huidige luchtfoto's. De rivier loopt in totaal 2057 kilometer binnen Tibet, meestal ongeveer 160 kilometer ten noorden parallel aan de hoofdlijn van de Himalaya naar het oosten. De vaak rechte vallei, vergezeld van belangrijke breuklijnen, scheidt de Himalaya in het zuiden van de Transhimalaya in het noorden. De hoge vallei, gekenmerkt door droog grasland, is breed en bevolkt over lange stukken, onderbroken door smalle doorgangen. De Tsangpo is hier een vlechtende rivier en is ruim 650 km lang en loopt op een hoogte van ruim 3650 meter, de hoogste vaarroute ter wereld. De gemiddelde afvoer ligt tussen ruim 900 m³/s in Yangcun (nabij Lhasa) en bijna 2000 m³/s aan het begin van de grote kloven.

### Kloven in de Pemako
In de Dihangkloven, in de bovenloop wordt dit de Yarlung Tsangpo Canyon genoemd, snijdt de rivier eerst in noordoostelijke en vervolgens in zuidelijke richting door de bergen. Deze 250 km lange, tot 3000 m diepe kloof torent aan beide zijden uit met individuele toppen van ongeveer 5000 m (Namjagbarwa, 7782 m, Gyala Peri, 7294 m), is op het diepste punt 5382 m diep en is daarom de diepste kloof in de wereld aarde. In 1913 slaagde F. M. Bailey erin te bewijzen dat de Tsangpo de bovenloop van de Brahmaputra vormt, en pas in 1998 werd het meest onbegaanbare deel van de Tsangpo, met verschillende watervallen tot 35 meter hoog, bereikt door een van de internationale expedities aldaar. Dit heilige gebied, Pemako of Metog genaamd, werd lange tijd geheim gehouden door de Tibetanen. Vanaf de samenvloeiing van de Parlung Zangbo ((Parlung Tsangpo) ) wordt de rivier Dihang genoemd. De smalle vallei onder de kloven in de staat Arunachal Pradesh, die slechts een paar honderd meter hoog is, ontvangt veel moessonregens, maar zonder een uitgesproken droog seizoen, daarom neemt de rivier snel toe in debiet en bedekt dicht regenwoud de hellingen. Vanuit deze kloof komt de Siang (Dihang) plotseling het uitgestrekte Bengaalse laagland binnen. Het debiet is hier krap 6000 m3/s.

### Brahmaputra (Jamuna) in de laaglanden van Bengalen
De plotselinge vermindering van de helling (van het verhang) zorgt ervoor dat de rivier, die zwaar beladen is met sediment, een grote, platte alluviale kegel vormt aan de voet van de berg, waarover hij het diepste deel van de Assam-vlakte bereikt in een sterk vlechtende loop en daar in de zelfde richting stroomt als zijn grootste zijrivier, de Lohit, die evenwijdig stroomt. Samen met de Dibang, die kort daarvoor instroomde en bijna even groot was, heeft de Lohit een debiet van ongeveer 4000 m³/s en verhoogt daarmee de stroom, nu bekend als de Brahmaputra, met ongeveer 65%.  In het verdere verloop bereikt de rivierbedding meerdere malen een breedte van bijna 15 kilometer, die echter pas in de derde maand van het moessonseizoen volledig wordt opgevuld. Dan kan de rivier bij Pandu in Assam al tot 55.500 m³/s water vervoeren, maar de minimale afvoer in de droge tijd is daar slechts 1000 m³/s (ter vergelijking, de gemiddelde afvoer van de Rijn is 2300 m³/s). 

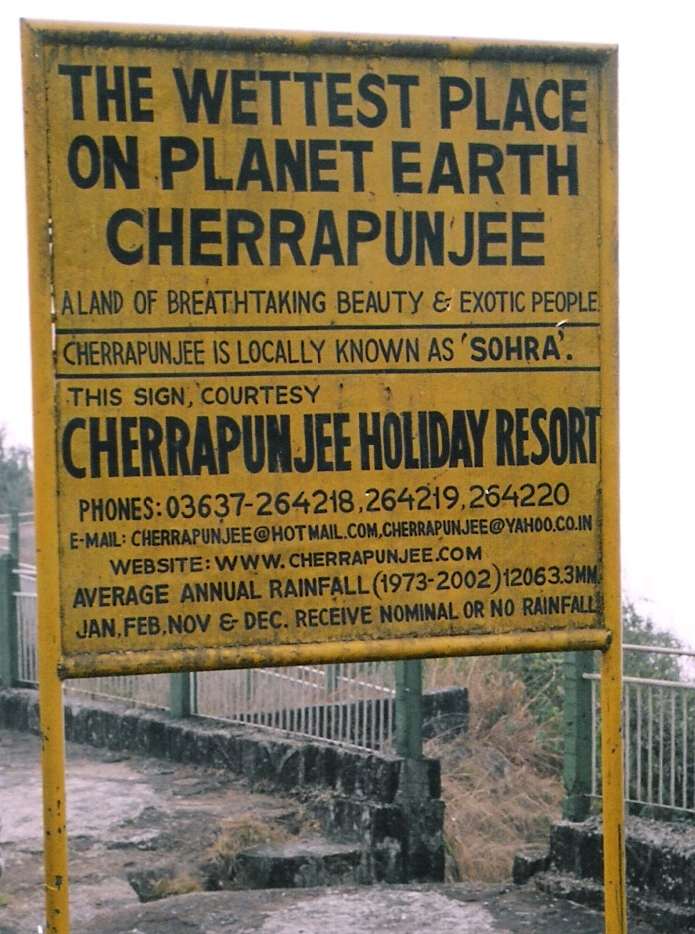
Regenval bij Cherrapunjee

In het verdere verloop komen er nog waterrijke zijrivieren  naar de Brahmaputra, waarbij de regenval aan zuidelijke rand van de Himalaya nog wordt overtroffen door die in het heuvelland in het zuiden (Shillong Plateau). De stad Cherrapunji, die daar ligt, is bekend om zijn neerslagrecordwaarden. Het grenst gedeeltelijk direct aan de rivier, eerst bij het nationale park Kaziranga, dan bij de grootste stad aan de oevers, Guwahati, waar het smalste punt van de Brahmaputra een kilometer breed is, en ten slotte bij het meest westelijke puntje van het plateau, waar de rivier naar het zuiden en Bangladesh bereikt.
Zie verder de artikelen over de Jamuna, de Padma en de Meghna over het verdere verloop van de rivier.

## Kenmerken en ontwikkeling van het riviersysteem
De loop van de Brahmaputra wordt in wezen vooraf bepaald door tektonische processen en structuren die tot nu toe hebben geleid tot het voortdurende botsingsproces van de Indische plaat met de Euraziatische plaat. De Tsangpo, die west-oost loopt, volgt de aardnaad die de twee platen over lange trajecten scheidt. Er zijn aanwijzingen dat de oostelijke Tsangpo de bovenloop was van de Irrawaddy die door Myanmar stroomde tot het Mioceen. De zuidwaartse omleiding naar wat nu het laagland van Assam is, vond plaats voordat de Himalaya sterk steeg; de kloof van de Dihang over de lijn van de hoogste toppen van de Himalaya is daarom antecedent (rivier waarvan de richting is omgekeerd). In de westelijke vallei van de Tsangpo stromen veel zijrivieren tegen de stroomrichting in, dus wordt aangenomen dat dit deel van de vallei oorspronkelijk naar het westen afwaterde. De rivier zou dan de huidige Kali Gandaki hebben gevolgd over een pas die momenteel slechts 75 meter hoger is en misschien zelfs zijn gigantische kloof heeft gecreëerd. De ruige kloof van de Yarlung Tsangpo werd enerzijds hervormd door instromende gletsjers, voornamelijk uit de ijstijd, en anderzijds door herhaalde uitbarstingen van ijsreservoirs tot 680 meter diep, die zich eerder hadden gevormd en rond de 300 kilometer de Tibetaanse hooglanden in. Naast de lössafzettingen, produceerden de sedimenten van deze ijsreservoirs de vruchtbare grond voor de huidige "Tibet's graanschuur".
Tektonische opheffing heeft ook een belangrijke invloed op de structuur van het riviersysteem in het riviergebied. De benedenloop van de Brahmaputra en de Ganges samen (de Meghna) vormt de grootste rivier van Azië. Deze bestaat pas in deze vorm sinds het einde van de 18e eeuw. Voorheen mondden beide stromen afzonderlijk uit in de Golf van Bengalen, waarbij de Brahmaputra verder naar het oosten liep, langs wat nu de oude Brahmaputra is en de brede geulen creëerde van wat nu de Boven-Meghna is. De westwaartse verschuiving naar de huidige Jamuna-loops heeft voornamelijk plaatsgevonden na een aardbeving in 1782. Tegelijkertijd stijgt het westelijke deel van de Ganges-delta, waardoor de Padma-tak van de Ganges de dominante hoofdstroom is geworden.
Afhankelijk van de loop van de mondingarmen, is de Brahmaputra ofwel de hoofdstroom van het grootste riviersysteem in Azië, zoals het nu is, of, gescheiden van de Ganges (maar met de Boven-Meghna die daar nog steeds in uitmondt), na de Yangtze (met 31.900 m³/s) de op één na grootste rivier met een afvoer van ca. 25.000 m³/s.

## Gebruik van de rivier
De riviergradiënt van de Dihangkloof begint op ongeveer 3000 meter en eindigt op korte afstand daarvan op slechts 300 meter hoogte. Het vertegenwoordigt dus een van de grootste hydro-elektrische potentialen op aarde. China onderzoek om waterkrachtcentrale te bouwen in Mêdog (Metog) op het meest noordoostelijke punt van de lus rond de Namjagbarwa/Namcha Barwa, waar de Yarlung Tsangpo verandert de richting van noordoost naar zuidwest. Het plan is om een 160 meter hoge dam te bouwen voor een waterkrachtcentrale, dit wordt dan de grootste ter wereld met 26 turbines en een geplande capaciteit van 40 GW. In China lopen ook haalbaarheidsstudies om water naar het semi-aride noordoosten van het land te leiden. Aan Indiase kant zijn er nog grotere ambities. In de zijrivieren van Brahmaputra in India waren in 2016 zeven grote energiecentrales voltooid, zijn er meer in aanbouw en vooral: er staan er meer dan 140 gepland. Ook in India zijn er concrete plannen om het water van het noorden naar het zuiden om te leiden. Het ambitieuze project voorziet in het verbinden van 14 rivieren in de Himalaya met 16 rivieren op het Indiase schiereiland om water te verplaatsen van gebieden met een overschot naar gebieden met een tekort. Naast het beheersen van overstromingen, is het plan om nog eens 35 miljoen hectare land te irrigeren en meer dan 34 GW te genereren.   Er worden al lang pogingen ondernomen om de laaggelegen delen van de rivier door middel van technische maatregelen te reguleren en beter bruikbaar te maken voor de commerciële riviervaart. Door de grote technische inspanning is dit tot nu toe slechts in zeer beperkte mate mogelijk geweest. De rivier creëert bij overstromingen vaak nieuwe rivierbeddingen, met grote economische schade tot gevolg. Bovendien heeft het Jamuna-bed de neiging om breder te worden; van een gemiddelde breedte van 6,2 kilometer in 1830 tot 10,6 kilometer in 1992, wat een toename van het sedimenttransport kan geven.